# 成田五郎
成田 五郎（なりた ごろう、1857年（安政4年）4月 - 1940年（昭和15年）2月17日）は、日本の外交官。マニラ領事や豪州タウンズビル領事を歴任。渋谷町会議員。

## 経歴
福井藩（現：福井県越前市）出身。福井藩の砲術師（自由斎流）成田半之助・母、豊田サクの長男として生まれる。弟は明治期を代表する写真師成田常吉である。
東京外国語学校 (旧制)を卒業後、内務省駅逓局に勤務する。1881年（明治14年）、外務省に異動し在清國漢口領事館、在布哇国在ホノルル領事館、在シドニー領事館、タコマ領事館シアトル分館の書記生を務めた。1900年より在マニラ日本副領事 及び領事、在タウンズビル日本帝国領事を歴任した。

## 年譜
- 1857年（安政4年）、福井藩（現：福井県越前市）に生まれる。
- 1872年（明治4年）、上京[1]。
- 1877年（明治10年）、内務省駅逓局勤務[8]。
- 1881年（明治14年）、外務省勤務[9]。
- 1889年（明治22年）、領事館書記生として在清國漢口領事館に異動[10]。
- 1891年（明治24年）、在布哇国在ホノルル領事館（英語版）に異動[11]。
- 1899年（明治32年）、在シドニー領事館に異動[12]。
- 1900年（明治33年）
  - 在マニラ日本領事館副領事に就任する[6]。
当時フィリピンはパリ条約によりスペインからアメリカ合衆国に割譲され、米比戦争中であった。
  - マリヤナス（マリアナ諸島）、カロリナス（カロリン諸島）、パーラウ（パラオ）の副領事を兼轄する[13]。
- 1901年（明治34年）、マニラ市内でペストが発生し正確な患者/死亡数を日本に報告する[12]。
- 1903年（明治36年）、在マニラ日本領事館領事に就任する [5]。
- 1906年（明治39年）
  - 在タウンズビル日本帝国領事に就任する[3]。
  - ドイツ領ニューギニアの領事を兼轄する[4]。
- 1907年（明治40年）、勲五等瑞宝章を叙勲される[2]。
- 1908年（明治41年）、在タウンズビル日本帝国領事閉鎖により帰国[4]。
- 1909年（明治42年）、特命領事となる[14]。
- 1911年（明治44年）、特命領事の任期満了により退職[15]。
- 1912年（大正元年）、樺太ツンドラ板紙株式会社　相談役就任[16]。
- 1921年（大正10年）、渋谷町会議員（現：渋谷区）[1][17]。
- 1927年（昭和2年）、渋谷町共済信用購買利用組合　理事[1][18][19]。